# 火焰茸
火焰茸 (學名 Trichoderma cornu-damae，舊分類為 Podostroma cornu-damae)，又稱「鹿角肉座殼菌」，在中國亦稱「叢生肉棒菌」。為肉座菌目肉座菌科木黴菌屬的腐生性子囊菌真菌，是目前已知毒性最強的毒蕈。

## 特徵
在日本、中國、澳洲、爪哇都有發現，在中美洲的哥斯大黎加也有發現亞種。梅雨季節開始到夏季秋季之間，在山毛櫸林地內單生至群生。子實體紅色、內部白色，外型像是棒狀、手指狀、火焰放射狀，因而以「火焰」稱之。外表看起來像是辣椒，成熟時會散播黃褐色的孢子粉。
由於一般人對於其顏色與外型具有警戒，不會特地摘取食用；但有多起中毒案例是將其誤認為可食用的紅珊瑚菌 (Clavulinopsis miyabeana)、冬蟲夏草而引起。紅珊瑚菌為細棒狀、肉質柔軟無味；火焰茸為肉質堅硬、內部白色、味苦。
日本近年在北陸地區、關西地區郊山大量出現；推測是因災害長小蠹 (Platypus quercivorus) 繁殖數量大增使樹木大量枯萎，因而產生適合火焰茸生長的環境。

## 毒性
毒性成份為新月毒素類的黴菌毒，主要是芝麻黴菌毒素H (Satratoxin H)，對動物、植物都會造成極大損害。類似的物質還曾被用來製造化學武器。
日本在文政年間 (1818年 - 1829年) 出版的植物圖鑑「本草圖鑑」就有「毒性強勿摘取」的記載。到 1990 年代，發生數起中毒甚至死亡的案件，才確定其為強毒性毒蕈，僅僅 3g 就可能致命。在日本有六個中毒案例報告，十人中有兩人死亡。

### 中毒症狀
食用後約十分鐘就會出現中毒反應：一開始是消化系統的腹痛、嘔吐、下痢等症狀，然後是目眩、手腳麻痺、呼吸困難、語言障礙、白血球與紅血球減少、造血功能障礙、全身皮膚糜爛、肝、腎臟及呼吸器官衰竭等許多複合症狀，死亡几率極高。存活下來的患者亦會出現小腦萎縮、皮膚組織及毛髮脫落、語言障礙、運動障礙等後遺症。
坊間對其毒性之強而產生恐懼，甚至有「摸了就會導致皮膚潰爛」的謠傳，實際上並沒有因觸碰外皮而導致傷害的案例出現過；火焰茸的危險性在於其汁液對皮膚有刺激性、接觸後會導致患部潰爛發炎。

## 外部連結
- (日文) カエンタケ
- (日文) Podostroma cornu-damae (カエンタケ) （页面存档备份，存于）
- (韓文) Podostroma cornu-damae （页面存档备份，存于）